# Ludwik Chmura
Ludwik Chmura (ur. 1936 w Grodzisku Górnym, zm. 22 września 2008 w Rzeszowie) – polski inżynier, w latach 1983–1990 prezydent Rzeszowa.

## Życiorys
Po ukończeniu Liceum Ogólnokształcącego w Żołyni studiował na Politechnice Śląskiej w Gliwicach na Wydziale Elektrycznym, gdzie w roku 1960 uzyskał dyplom magistra inżyniera. Założyciel dzisiejszego „Elektromontażu-Rzeszów”. Przed objęciem funkcji prezydenta był dyrektorem Rzeszowskiego Zjednoczenia Budownictwa.
Ludwik Chmura był ciekawą osobowością na tle szarzyzny PRL-u i bodaj pierwszym prezydentem miasta, który nie krył się w cieniu I sekretarza KW PZPR, ale umiał mówić własnym głosem i "stawiać na swoim". Niewątpliwie należał do grona zapaleńców i patriotów lokalnych, i mimo że namaszczony do pełnienia funkcji z ramienia "przewodniej siły narodu", faktycznie stronił od polityki, a koncentrował się na rozwoju i rozbudowie miasta. Za jego kadencji prócz wielu mniejszych inwestycji powstały w Rzeszowie m.in. elektrociepłownia i oczyszczalnia ścieków na Pobitnym (obecne osiedle Załęże) oraz spory fragment ulic w ciągu południowej obwodnicy centrum miasta (al. Witosa oraz al. Batalionów Chłopskich od ul.Dąbrowskiego do ronda koło szpitala MSWiA na ul.Krakowskiej). Ludwik Chmura dążył do uczynienia z Rzeszowa miasta nowoczesnego, doganiającego szybko większe ośrodki w kraju i pozytywnie kojarzonego w Polsce.
Jego wielkim i niespełnionym marzeniem było wprowadzenie do komunikacji miejskiej Rzeszowa nowoczesnej trakcji tramwajowej (temu m.in. służyły przebudowy ulic Krakowskiej i Okulickiego – ówczesnej Bieruta). Postulat ten znalazł się nawet w programie wyborczym kandydatów PRON do Miejskiej Rady Narodowej w Rzeszowie w 1984 roku.
Po roku 1990 był m.in. dyrektorem rzeszowskiego oddziału firmy EXBUD (obecnie jeden z oddziałów Skanska Rzeszów).